# Santa Maria de Gàver (església nova)
Santa Maria de Gàver és l'església parroquial de Gàver, del municipi d'Estaràs, a la comarca de la Segarra. És un monument inventariat dins el Patrimoni Arquitectònic Català: L'edifici és al costat dret de la carretera LV-1005 de Sant Guim de Freixenet a Estaràs, vora de la bàscula, aïllada de qualsevol edificació i fora del nucli urbà.

## Descripció

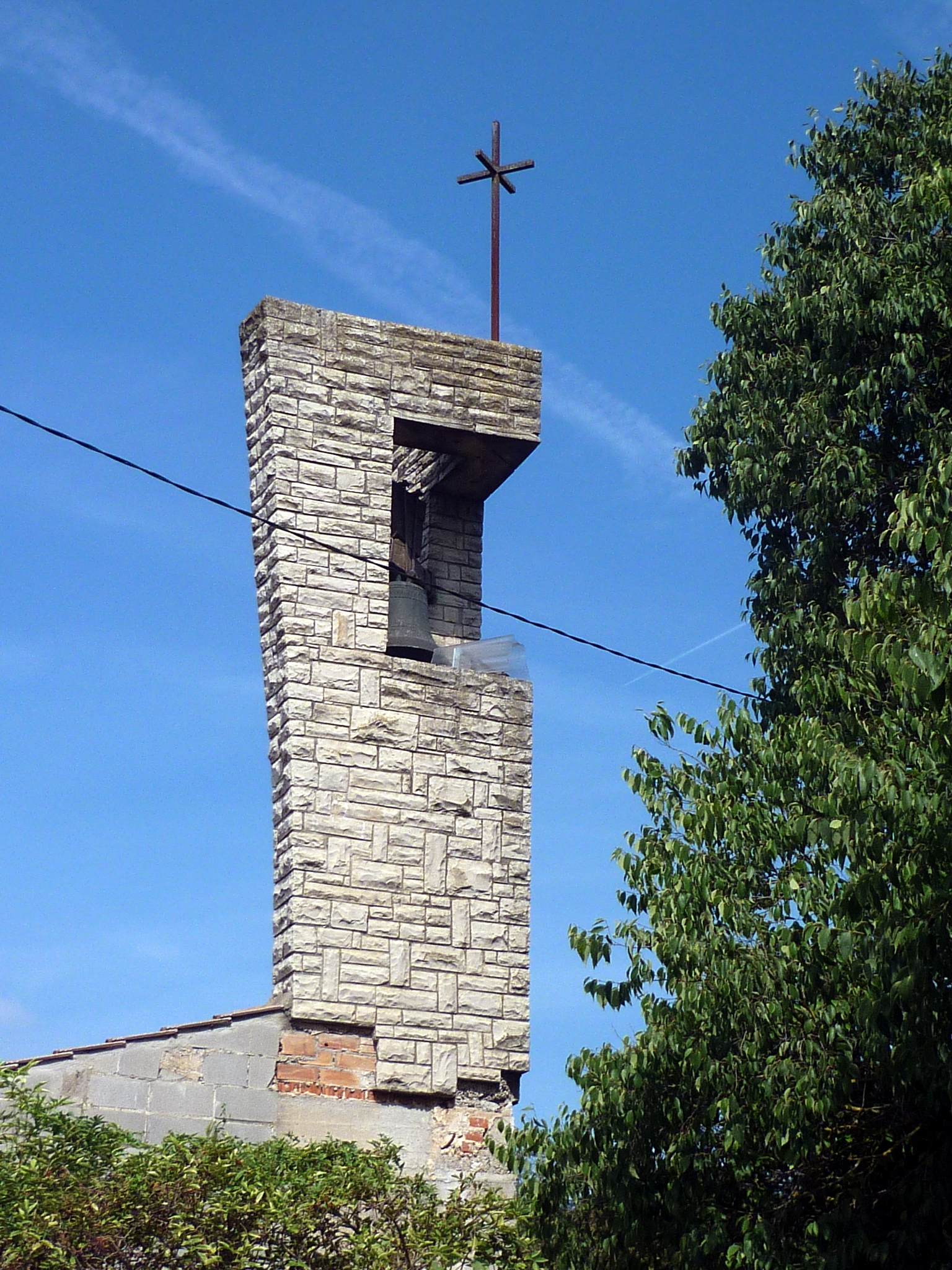
Vista lateral del campanar

Es tracta d'una construcció de nova planta i d'una sola nau. L'edifici té un campanar d'espadanya d'un ull estructurat en posició obliqua i obrat amb petits carreus de mida irregular. La façana principal està emmarcada a partir d'una estructura amb pedra picada, on s'inclou una decoració a partir de blocs prefabricats situats a ambdós costats de les portes d'accés d'estructura de llinda, a les quals s'accedeix a partir d'una triple graonada. L'edifici disposa d'un sòcol de pedra a la seva part baixa; així com una cornisa motllurada situada a la part superior de tres de les quatre façanes. L'església té un parament obrat amb maó.

## Notícies històriques
En època moderna, es va construir dins del poble, en el marc d'una plaça, la rectoria i una capella on es feien les misses dominicals i l'antiga parròquia de Santa Maria quedava reservada per les festes més assenyalades. L'any 1971 es va construir una nova església al peu de la carretera, dedicada a Santa Maria i va substituir a l'antiga, que estava en un estat precari i massa allunyada del poble. Quan es va fer aquesta nova església parroquial de Santa Maria, es va enderrocar la rectoria i la capella. Al llarg del temps, sempre ha tingut com a sufragània l'església de Sant Julià d'Estaràs i pertany al bisbat de Solsona des de l'any 1957.